# Prionomma bigibbosum
Prionomma bigibbosum là một loài bọ cánh cứng trong họ Cerambycidae.